# Manfred Ullrich
Manfred Ullrich (* 6. September 1949) ist ein deutscher Tischtennisspieler. Er gehörte in den 1970er Jahren zu den besten Spielern der DDR und gewann zwölfmal einen Titel bei DDR-Meisterschaften.

## Werdegang
Ullrich begann seine Laufbahn beim Verein TSC Berlin, dessen Tischtennisabteilung sich 1968 dem BSG Außenhandel Berlin anschloss. Mit dessen Herrenmannschaft wurde er von 1970 bis 1980 mit Ausnahme von 1976 DDR-Meister.
1966 hatte er mit Wolfgang Vater bei der Jugend-Europameisterschaft das Viertelfinale erreicht. Im gleichen Jahr wurde er Ost-Berliner Meister im Einzel durch einen Endspielsieg gegen Lothar Pleuse.
Bei den nationalen Meisterschaft der DDR gewann er 1974 und 1977 mit Norbert Drescher den Titel im Doppel. Siebenmal kam er im Doppel ins Endspiel, nämlich 1968 mit Wolfgang Stein, 1975, 1978, 1979, 1980 und 1982 mit Norbert Drescher und 1987 mit Bernd Raue. 1969 wurde er im Einzel Zweiter hinter Wolfgang Viebig.